# Zygmunt Kapitaniak
Zygmunt Kapitaniak, ps. „Bronisław” (ur. 28 marca 1905 w Zawodziu, zm. 16 czerwca 1971 w Warszawie) – polski prawnik (adwokat i sędzia), działacz polityczny, przewodniczący Zjednoczenia Demokratycznego w czasie II wojny światowej, po wojnie działacz SD.

## Życiorys
Urodził się w rodzinie Franciszka i Heleny z Łuczaków. W roku 1916 rozpoczął naukę w Szkole Handlowej w Kaliszu i kontynuował ją (po upaństwowieniu placówki) w Gimnazjum im. Tadeusza Kościuszki, które ukończył w czerwcu 1923 r. i otrzymał świadectwo dojrzałości, po czym studiował prawo na Uniwersytecie Warszawskim (1923–1925) i Uniwersytecie Stefana Batorego (1927–1930). W latach 1931–1936 pracował jako aplikant i asesor Sądu Okręgowego, później był sędzią Sądu Grodzkiego i Okręgowego (1936–1942). Od 1942 do 1944 wykonywał zawód adwokata.
W latach 30. działał w Naczelnym Związku Zrzeszeń Młodych Prawników oraz Związku Niezależnej Młodzieży Socjalistycznej „Życie”. W 1941 zaangażował się w działalność w Stronnictwie Demokratycznym, w tym samym roku rozpoczynając pracę dla Wydziału Informacji Biura Informacji i Propagandy Komendy Głównej ZWZ-AK, gdzie kierował referatem C–2 (P–2) – miał za zadanie m.in. analizę ruchu komunistycznego (PPR) w okupowanej Polsce. Brał udział w powstaniu warszawskim.
W SD kierował Komisją Programową, był także członkiem redakcji „Nowych Dróg” (1942–1943). Od 1943 zasiadał w Zarządzie Głównym SD. W 1944 został wiceprzewodniczącym Zjednoczenia Demokratycznego, a po aresztowaniu Eugeniusza Czarnowskiego przez NKWD w 1945 jego przewodniczącym. Był członkiem redakcji pisma ZD „Głos Wolny Wolność Ubezpieczający”. W lipcu 1945 wraz z Włodzimierzem Lechowiczem i Kazimierzem Moczarskim udał się do płk. Jana Rzepeckiego z memoriałem o ujawnienie żołnierzy podziemia i rozwiązanie oddziałów leśnych.
Po II wojnie światowej kontynuował pracę w sądownictwie – jako sędzia Okręgowego Sądu Apelacyjnego (1945–1949) oraz dyrektor Departamentu Nadzoru Sądowego Ministerstwa Sprawiedliwości (1946–1949). W latach 1952–1954 i 1956–1971 zatrudniony w Sądzie Najwyższym. Od 1954 do 1956 ponownie pracował jako adwokat. Był redaktorem naczelnym pisma „Nowe Prawo”.
Kontynuował działalność partyjną w SD, m.in. jako członek CK (1946–1948) i Rady Naczelnej (1946–1948; 1949–1954). Kierował Biurem Rady Prawniczej CK SD, był także Głównym Rzecznikiem Interesu Partyjnego SD oraz przewodniczącym Centralnego Sądu Partyjnego (od 1949).
W latach 1964–1971 pełnił obowiązki przewodniczącego Głównego Sądu Koleżeńskiego ZBoWiD. Od 1963 zasiadał w Radzie Ochrony Pamięci Walk i Męczeństwa.
Został pochowany na cmentarzu Powązkowskim w Warszawie (kwatera 287-3-4).

## Ordery i odznaczenia
- Krzyż Komandorski Orderu Odrodzenia Polski (1958)
- Krzyż Oficerski Orderu Odrodzenia Polski (22 lipca 1947)[3]
- Złoty Krzyż Zasługi z Mieczami (1944)
- Medal 10-lecia Polski Ludowej (12 stycznia 1955)[4]